# Fujiwara no Tadamasa
Fujiwara no Tadamasa (藤原忠雅, [ふじわら の ただまさ] Erro: {{japonês}}: texto da transliteração contém caractere não latino (pos 1) (ajuda), 1124–1193) também conhecido como Kasannoin Daijō Daijin ou Kazanin Daijō Daijin, foi um membro da Corte no final do período Heian e início do período Kamakura da história do Japão.

## Vida
Tadamasa foi o segundo filho de Fujiwara no Tadamune , neto de Ietada e o terceiro líder do Ramo Kasannoin do Clã Fujiwara).
Tadamasa perdeu seu pai na infância e foi criado por seu tio materno Nakamikado Ienari.

## Carreira
Tadamasa serviu os seguintes Imperadores: Sutoku (1135–1142), Konoe (1142–1155), Go-Shirakawa (1155–1158), Nijo (1158–1165), Rokujo (1165–1168) e Takakura (1168–1180).
Em 1135, aos 13 anos de idade, no governo do Imperador Sutoku Tadamasa foi nomeado Tosa Gonmori (governador provisório da província de Tosa). No ano seguinte (1136) foi nomeado Ushōshō (Sub-comandante da Ala Direita) do Konoefu (Guarda do Palácio),  neste mesmo ano foi transferido como Sashōshō (Sub-comandante da Ala Esquerda) e concomitantemente  Mamoru Mino (governador da província de Mino). Em 1138 foi promovido a Sakonoechūjō (Comandante da Ala Esquerda) do Konoefu e concomitantemente em 1139 passou a exercer a função de Tōgū Gonsuke (assistente do príncipe herdeiro Narihito, o futuro Imperador Konoe).
Em 1143, durante o governo do Imperador Konoe, Tadamasa  foi nomeado Mimasaka Gonmori (governador provisório da província de Mimasaka). É nomeado Sangi em 1145 , Harima Gonmori em 1147, Gonchūnagon (Chūnagon provisório) em 1148, Uhyōe Tadashi (Supervisor da Ala Direita) do Hyoefu (Guarda Samurai) em 1149. Em 1152 Tadamasa foi transferido para o cargo de Sahyōe Tadashi (Supervisor da Ala Esquerda) do Hyoefu.
Em 1155, no reinado do Imperador Go-Shirakawa, Tadamasa se tornou Kebiishi Betto (Chefe da Polícia Metropolitana). Foi efetivado Chūnagon em 1156 e concomitantemente nomeado Saemon no Kami (Guardião dos portões do palácio). Nesta época seu filho Kanemasa casou-se com a filha de Taira no Kiyomori.
Em  1160, no governo do Imperador Nijo, Tadamasa foi nomeado Gondainagon (Dainagon provisório) e no ano seguinte (1161) efetivado Dainagon. 
Em 1166 durante o reinado do Imperador Rokujo, Tadamasa foi nomeado Migitaishō (Comandante Geral do Konoefu) e concomitantemente Umaryōgokan (Supervisor da ala direita dos Estábulos Imperiais). Em 11 de fevereiro de 1167 na mesma celebração em que Kiyomori foi nomeado  Daijō Daijin, Tadamasa se tornou Naidaijin. Em 10 de agosto de 1168, já no reinado do Imperador Takakura, Tadamasa é nomeado Daijō Daijin após a renuncia de Kiyomori permanecendo no cargo até junho de 1170 quando se aposenta dos serviços públicos.
Em 1170 Tadamasa torna-se Shukke-hō (monge budista) passando a ser chamado de Satoru e permanece nesta condição até sua morte em 	23 de setembro de 1193.